# منتخب سان مارينو لكرة القدم للسيدات
منتخب سان مارينو لكرة القدم للسيدات هو ممثل سان مارينو الرسمي في المنافسات الدولية في كرة القدم للسيدات، يديريه اتحاد سان مارينو لكرة القدم.